# 창천항로
창천항로는 일본의 청년만화로서, 나관중이 쓴 삼국지연의처럼, 재일교포 스토리 작가 이학인이 새롭게 창조해낸 중국의 위, 촉, 오 시대, 즉 소위 삼국지라고 불리는 시대의 이야기이다.

## 장르
새롭게 해석된 중국 삼국시대의 역사물, 일본 청년 만화 잡지 모닝에 연재되었던 작품이며 한국에서는 당초 투엔티세븐에 연재했으나 이 잡지가 97년 7월 1일 시행발표된 '청소년 보호법' 이후 하락세를 걸어오면서 폐간된 뒤 단행본으로 계속 연재를 이어나갔고 우여곡절 끝에 36권으로 완결을 맺었다.

## 작가
스토리작가: 한국인 재일교포 이학인
그림작가: 일본인 왕흔태 ※창천항로의 집필에 있어 중국인의 감성을 이해하기 위해 중국인의 이름을 펜네임으로 참가

## 연재기간
1994년 ~ 2005년

## 단행본종류와 길이
일반판 36권
무삭제완역판 36권

## 각 권별 내용
1,2,3,4: 조조, 유비, 손견 등장과 황건적 토벌
5,6,7: "동탁"과 "조조의 청주병 합병"
8: 여포와 손책
9: 여포
10: 가후와 원술
11: 여포와 천자
12, 13, 14, 15, 16: 원소
17: 제갈량
18: 조식과 곽가
19, 20, 21: 유비
22: 손권
23, 24: 적벽대전
25: 하후연과 손부인
26: 주유와 화타
27, 28: 마초와 순욱
29: 방통과 마초
30: 한중, 유교, 합비
31: 대 손권전
32, 33: 대 유비전: 한중전
34, 35, 36: 대 관우전

## 대한민국 수입사
대원씨아이

## 주연인물

### 조조
난세의 간웅

### 유비
천하유랑의 대기

### 손견
합리와 이득의 현인

### 관우
고매한 의협의 신

### 여포
무신

### 장비
의협의 천하무적

### 제갈량
비현실의 참모.

### 하후돈
외눈의 도깨비장수

### 하후연
왕이 된 늑대장수

### 조인
백전노장

### 조운
차분한 충의 현신

### 마초
아름다운 무사

### 손책
패왕

### 손권
진중한 질문자

### 주유
문무예지의 무인